# Vítězslava Kaprálová

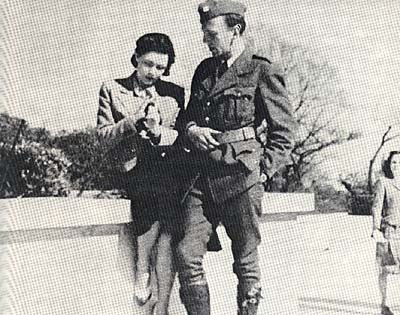
Vítězslava Kaprálová och Jiří Mucha.

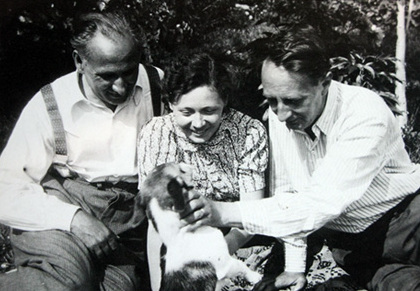
Václav Kaprál, Vítězslava Kaprálová och Bohuslav Martinů.

Vítězslava Kaprálová, född 24 januari 1915 i Brünn i Österrike-Ungern (nu Brno i Tjeckien), död 16 juni 1940 i Montpellier i Frankrike var en tjeckisk tonsättare och dirigent.

## Biografi
Vítězslava Kaprálová föddes i Österrike-Ungern och var dotter till tonsättaren Václav Kaprál och sångerskan Viktorie Kaprálová. Mellan 1930 och 1935 studerade hon komposition för Vilém Petrželka och dirigering för Zdeněk Chalabala vid konservatoriet i Brno. Hon fortsatte sin musikutbildning för Vítězslav Novák och Václav Talich i Prag och för Bohuslav Martinů, Charles Münch och Nadia Boulanger i Paris. År 1937 dirigerade hon Tjeckiska Filharmonin och ett år senare BBC Symphony Orchestra i sin egen Vojenská symfonieta ('militärsinfonietta') och fick goda recensioner. Hon gifte sig två månader före sin död med författaren Jiří Mucha.
Trots sin för tidiga död, officiellt orsakad av miliartuberkulos, i Montpellier vid 25 års ålder, skapade Kaprálová en imponerande mängd musik. Det råder ingen tvekan om att hon, om hon fått leva, skulle ha blivit en av de mest betydande kvinnliga tonsättarna i Europa. Hennes musik beundrades av Rafael Kubelík som uruppförde hennes Sbohem a satecek, op. 14 och även dirigerade hennes andra orkesterverk. Bland de många pianister som framförde hennes pianomusik var Rudolf Firkušný för vilken Kaprálová skrev sitt mest kända pianoverk, Dubnova preludia, op. 13. År 1946 utsågs hon postumt till ledamot av den tjeckiska vetenskapsakademien (Akademie věd České republiky).

## Verk
Bland Kaprálovás verk finns sånger, verk för piano, en stråkkvartett, en trio för träblåsare, verk för cello, för violin och piano, en kantat, två pianokonserter, två orkestersviter, en sinfonietta, en concertino för klarinett, violin och orkester.

### Verk i urval
- Pět klavírních skladeb (Fem stycken för piano) (1931–1932)
- Legend, op. 3, för violin och piano (1932)
- Dve pisne (Två sånger), sångcykel, op. 4 (1932)
- Jiskry z popele (Gnistor ur askan), sångcykel, op. 5 (1932–1933)
- Leden, för tenor/sopran, flöjt, två violiner, cello och piano (1933)
- Sonata appassionata för piano, op. 6 (1933)
- Koncert pro klavir a orchestr d moll (Konsert för piano och orkester d-moll), op. 7 (1934–1935
- Smyccovy kvartet (Stråkkvartett), op. 8 (1935–1936)
- Tri klavirni kusy (Tre pianostycken), op. 9 (1935)
- Jablko s klina (Ett äpple i knät), sångcykel för röst och piano, op. 10 (1934–1936)
- Vojenska symfonieta (Militärsinfonietta), op. 11 (1936–1937)
- Navzdy (För alltid), sångcykel för röst och piano, op. 12 (1936–1937)
- Dubnova preludia (Aprilpreludier), för piano, op. 13 (1937)
- Sbohem a satecek (Adjö och farväl), för röst och piano/orkester, op. 14 (1937)
- Trio pro dechove nastroje, trio för oboe, klarinett och fagott (1937–1938), ofullbordad.
- Ilena, kantat för soli, blandad kör, orkester och berättare, op. 15 (1937–1939)
- Variations sur le Carillon de l'Église St-Étienne du Mont/Sest malych variaci na zvony kostela St. Etienne du Mont (Variationer över klockorna i l'Église St-Étienne), för pianosolo, op. 16 (1938)
- Suita rustica för orkester, op. 19 (1938)
- Partita per pianoforte ed orchestra d'archi, partita för piano och stråkorkester, op. 20 (1938–1939)
- Elegie (Elegi), för violin och piano (1939)
- Concertino pro housle, klarinet a orchestr, concertino för violin, klarinett och orkester, op. 21 (1939)
- Zpivano do dalky (Sånger på avstånd), sångcykel för röst och piano, op. 22 (1939)
- Prélude de Noël (Julpreludium), för kammarorkester (1939)
- Deux ritournelles pour violoncelle et piano, två ritorneller för cello och piano, op. 25 (1940)

### Tryckta verk
- The Kapralova Edition

## Diskografi i urval
- Piano Solo / Piano and Violin: The Music of Vitezslava Kapralova, CD, Koch Records KIC-CD-7742
- Orchestral and Chamber Works: Vitezslava Kapralova: Portrait of the Composer, CD, Matous MK 0049-2 011
- Piano Concerto and other works for keyboard: Vitezslava Kapralova, CD, Radioservis CRO577-2
- Art Songs: Forever Kapralova: Songs, CD, Supraphon SU3752-2 231
- String Quartet Kapral-Kapralova-Martinu, CD, Radioservis CRO618-2

### Fotnoter
1. 1 2  Gracian Černušák, Bohumír Štědroň & Zdenko Nováček (red.), Československý hudební slovník osob a institucí, no value.[källa från Wikidata]
2. 1 2 3  Tjeckiska nationalbibliotekets databas, NKC-ID: jn20000710149, läst: 23 november 2019.[källa från Wikidata]
3. 1 2  Archive of Fine Arts, abART person-ID: 41991, läs online, läst: 1 april 2021.[källa från Wikidata]
4. 1 2 3  Olomoucs vetenskapliga bibliotek, REGO, läs online, läst: 1 april 2024.[källa från Wikidata]
5. 1 2  Krajská knihovna Vysočinys regionala databas, läs online, läst: 22 april 2024.[källa från Wikidata]
6. ↑  SNAC, SNAC Ark-ID: w6420kb8, läs online, läst: 9 oktober 2017.[källa från Wikidata]
7. ↑  International Music Score Library Project, IMSLP-ID: Category:Kaprálová,_Vítězslava, läst: 9 oktober 2017.[källa från Wikidata]
8. ↑  BillionGraves, BillionGraves grav ID: 47313896.[källa från Wikidata]
9. 1 2 3  The Kapralova Society
10. ↑  The Norton/Grove Dictionary of Women Composers, pp.245-46.
11. ↑  Hartog, sid 322
12. ↑  Sayer, sid 343

### Biografi
- Hartl Karla, Entwistle Erik, red (2011) (på engelska). The Kaprálová companion. Lanham, Md.: Lexington Books. Libris 12633628. ISBN 978-0-7391-6723-6. https://books.google.se/books?id=VZO_pl2_7NgC&hl=sv&source=gbs_ViewAPI&printsec=frontcover&redir_esc=y#v=onepage&q&f=false

### Artiklar
- Blalock, Marta. "Kapralova's String Quartet, op. 8." Kapralova Society Journal 8, No. 1 (Spring 2010): 1-10.
- Cheek, Timothy. "Navzdy (Forever) Kapralova: Reevaluating Czech composer Vitezslava Kapralova through her thirty songs." Kapralova Society Journal 2 (Fall 2005): 1-6.
- Egeling, Stephane. "Kaprálová’s Trio for oboe, clarinet and bassoon." Kapralova Society Journal 9, no. 2 (Fall 2011): 5-8.
- Entwistle, Erik. "To je Julietta. Martinu, Kapralova and Musical Symbolism." Kapralova Society Newsletter 2 (Fall 2004): 1-15.
- Jandura, Tereza. "Kaprálová’s Jablko s klína, op. 10." Kapralova Society Journal 9, no. 1 (Spring 2011): 1-11.
- Kostas, Martin. "An Analysis of Compositional Methods Applied in Kaprálová’s Cantata Ilena, op. 15." Kapralova Society Journal 10, no. 1 (Spring 2012): 1–6.
- Latour, Michelle. "Kaprálová’s song Leden." Kapralova Society Journal 9, no. 1 (2011): 1-4.
- Latour, Michelle. "Kaprálová’s Vteriny, op. 18." Kapralova Society Journal 10, no. 1 (Spring 2012): 7–10.
- Paige, Diane M. "Kapralova and the Muses: Understanding the Qualified Composer." Kapralova Society Journal 10, no. 2 (Fall 2012): 1–6.
- Vejvarova, Michaela. "Vitezslava Kapralova's Last Concertino." Czech Music 4 (2001): 6-7.

### Uppsatser
- Blalock, Marta. Analysis and performance problems of Vítězslava Kaprálová’s String quartet, op. 8 (1935-1936). Dissertation for B.Mus. & M.M., University of Georgia, 2000, 2003.
- Jandura, Tereza. Her Own Voice: The Art Songs of Vitezslava Kapralova. DMA dissertation. University of Arizona, 2009.
- Lytle, Rebecca. An Analysis of Selected Works of Vitezslava Kapralova. Master's thesis, University of Texas at El Paso, 2008.